# GoodPlanet
La Fondation GoodPlanet è un'organizzazione non governativa fondata da Yann Arthus-Bertrand nel 2005, a sostegno dell'ambientalismo e dello sviluppo sostenibile.

## Attività
La Fondazione GoodPlanet è principalmente impegnata nella distribuzione di documenti educativi e nell'organizzazione di eventi per sensibilizzare sull'importanza dello sviluppo sostenibile (ad esempio, il festival del cinema sull'ecologia GoodPlanet a Rio, la mostra 6 miliardi di altri (6 miliardi di altri, ora già con il nome di 7 miliardi), convegni, eventi per le aziende).
Crea poster per istituzioni educative su argomenti come lo sviluppo sostenibile, la biodiversità e le foreste.
Coordina le sue azioni sui siti actioncarbone.org. e goodplanet.info.
Finanzia progetti scolastici e progetti di conservazione ambientale.
Nel 2009, il sindaco di Bordeaux, Alain Juppé, è stato eletto vicepresidente.
Nel 2014 è stata presentata la mostra "Catalunya des del Cel" con il sostegno della Generalitat della Catalogna.
Nel 2015 è stato responsabile della distribuzione del film Human.